# Pettisville (Ohio)
Pettisville é um lugar designado pelo censo localizado no condado de Fulton no estado estadounidense de Ohio. No Censo de 2010 tinha uma população de 498 habitantes e uma densidade populacional de 201,76 pessoas por km².

## Geografia
Pettisville encontra-se localizado nas coordenadas 41° 31′ 59″ N, 84° 13′ 28″ O. Segundo o Departamento do Censo dos Estados Unidos, Pettisville tem uma superfície total de 2.47 km², da qual 2.47 km² correspondem a terra firme e (0.1%) 0 km² é água.

## Demografia
Segundo o censo de 2010, tinha 498 pessoas residindo em Pettisville. A densidade populacional era de 201,76 hab./km². Dos 498 habitantes, Pettisville estava composto pelo 95.58% brancos, 0% eram afroamericanos, 0.2% eram amerindios, 1% eram asiáticos, 0% eram insulares do Pacífico, 2.21% eram de outras raças e o 1% pertenciam a duas ou mais raças. Do total da população 9.84% eram hispanos ou latinos de qualquer raça.